# Осока висячая
Осо́ка вися́чая (лат. Carex pendula) — многолетнее травянистое растение вид рода Осока (Carex) семейства Осоковые (Cyperaceae).

## Ботаническое описание

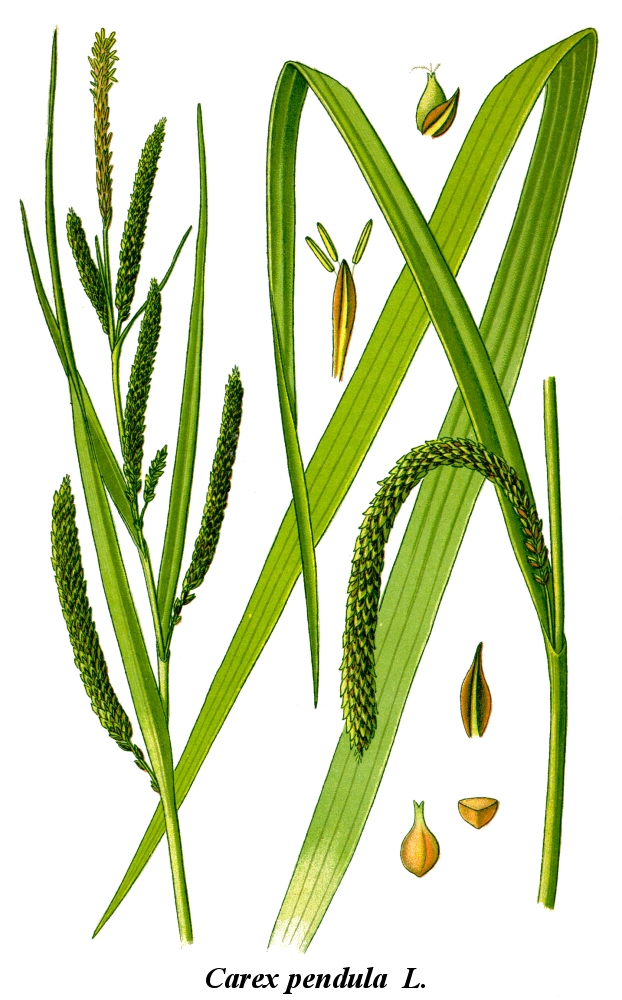

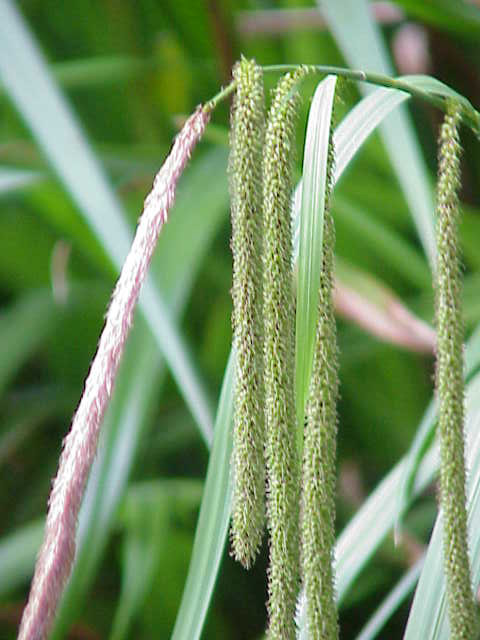
Соцветие

Сизовато-зелёные растения с деревянистым дернистым корневищем.
Стебли сильные, наверху тонкие и несколько поникающие, гладкие, высотой 70—150 см, у основания одетые буровато-красными, килеватыми и сетчатыми безлиственными влагалищами.
Листья 8—16 мм шириной, по краю слегка вниз завёрнутые, стеблевые — расставленные, с длинными влагалищами; листья побегов сдвинутые, короче стебля.
Верхний колосок тычиночный, с узколанцетными, ржавыми чешуями; остальные 3—8 — пестичные, расставленные, много- и густоцветковые, очень длинные 5—15(16) см длиной и 0,5 см шириной, цилиндрические, на ножках до 5—8 см длиной, часто поникающие, книзу прореженные, с яйцевидными, бурыми, с тремя жилками, продолженными в шиловидное, короткое (1,5—2 мм) остриё, между жилок светлыми, короче мешочков чешуями. Рылец 3. Мешочки яйцевидно-эллиптические, в поперечном сечении трёхгранные, немного вздутые, 2—3(3,5) мм длиной, перепончатые, глянцевитые, бледно-зелёные, с 3—4 тонкими жилками, наверху несколько изогнутые, сидячие, с коротким, прямым или слегка изогнутым цельным, по краю реснитчатым, выемчатым или слегка двузубчатым носиком. Нижний кроющий лист со влагалищем до 7—10 см длиной и пластинкой, превышающей соцветие.
Плодоносит в мае.
Число хромосом 2n=58, 60, 62.
Вид описан из Англии (то есть в качестве типового экземпляра было использовано растение, росшее в Англии).

## Распространение
Северная Европа: Дания; Атлантическая, Центральная и Южная Европа; Молдавия; Украина: Карпаты, Крым; Кавказ: запад Предкавказья, Большой Кавказ, Западное, Восточное и Южное (Армения: Кафанский район) Закавказье; Западная Азия: Турция, Северный Иран, Северный Ирак; Северная Африка.
Растёт на сырых местах в тенистых широколиственных, большей частью горных лесах.